# The Gunner's Dream
The Gunner's Dream est une chanson du groupe du groupe de rock progressif britannique Pink Floyd. C'est le sixième titre de l'album The Final Cut paru en 1983. Cette chanson fut jouée en spectacle seulement par Roger Waters lors de ses tournées en 1984 et 1985.

## Personnel
- Roger Waters - chant, guitare basse, effets sonores
- David Gilmour - guitares
- Nick Mason - batterie, percussions
- Michael Kamen - piano
- Raphael Ravenscroft – Saxophone ténor
- National Philharmonic Orchestra - cuivres, instrument à cordes